# Avenida Manuel Rodríguez (Santiago de Chile)
Avenida Manuel Rodríguez o Caletera Local Norte Sur Manuel Rodríguez es una arteria vial que recorre de norte a sur en paralelo a la Autopista Central en la comuna de Santiago. Lleva el nombre de Manuel Rodríguez Erdoíza, patriota y guerrillero que luchó por la independencia de Chile.
Nace desde el norte como una continuación de la Avenida Fermín Vivaceta en el cruce con Avenida Santa María y la Costanera Norte. Cruza la Alameda Libertador Bernardo O'Higgins y llega hasta la Avenida Blanco Encalada, cuando cambia de nombre a Avenida Viel.
Fue conocida como la Calle de los Baratillos Viejos por su intensa actividad comercial. Desde la construcción de la carretera y de la Línea 2 del Metro de Santiago sufrió una serie de transformaciones, que implicaron cambios en su trazado y derrumbes de casonas. La actual calle Tucapel Jiménez conserva parte del recorrido original.La construcción de la nueva avenida también modificó la estructura de otras arterias cercanas; en la calzada oriente se tomó una parte de la calle Guardia Marina Ernesto Riquelme y toda la extinta calle Castro en la calzada poniente para dar continuidad a la vía desde el sur.
Es parte del Barrio Dieciocho en la cuadra que comprende la calle Alonso Ovalle y la Alameda. También es considerada parte del Barrio República, ya que cuenta con sedes de educación superior como la Universidad Diego Portales, la Universidad Santo Tomás, la Universidad Iberoamericana de Ciencias y Tecnología y el Instituto Profesional Valle Central.
Los otros hitos de la avenida son la Plaza Los Héroes, la sede central del Registro Civil, el Consejo de Defensa del Estado, el Instituto Geográfico Militar, y el Palacio Errázuriz Urmeneta.
Debido a los cambios sufridos en las décadas de 1960 y 1970, la avenida fue modificando su entorno, quedando compuesta principalmente por edificios habitacionales de gran altura. El 16 de diciembre de 1969 fue inaugurado el puente que prolongó hacia el norte la avenida Manuel Rodríguez, cruzando el río Mapocho y conectándola con la avenida Fermín Vivaceta.